# ジャパンバッシング
ジャパンバッシング（英語: Japan bashing）とは、欧米諸国が日本を非難すること。 
とくに高度経済成長からのバブル景気など日本が世界的に経済大国として存在感を増し、日米の経済摩擦（日米貿易摩擦）が激化するにつれて表面化した、アメリカ合衆国の1970年代からの反日感情の高まりに付随する政治現象を指すときに使われることが多い。

## 概要
1970年代のアメリカ合衆国の経済が、インフレーションと景気後退に苦しむ傍ら、日本は世界第2位のGDPを誇るまで経済成長を続け、対米貿易は10年間以上も黒字を続けていた。一般的にこの時期の円は実力以上に安かったと考えられており、ここから米国内の対日感情は悪化する。
世界への輸出を伸ばし続ける日本に対し、米側では貿易関係者が通商産業省を「ノトーリアス・ミティ（Notorious MITI、悪名高き通産省）」と表現したり『ジャパン・アズ・ナンバーワン』という書籍がベストセラーになるなど「驚嘆すべき成功を続ける日本経済」への関心が一般市民の間でも好悪両面で高まる。
対米貿易で莫大な黒字を拡大し続ける日本は好況に湧き、1960年代から対日赤字を続けるアメリカは不況に沈み、米国の自動車メーカーは、1970年代終わりから1980年代にかけて壊滅的な打撃を受ける。この対比は米国人の対日感情を悪化させ、米国では日本の市場の特殊性を非関税障壁とみなし、極端な円安を問題視して「ずるい日本」とみなす議論に支持が集まるようになる。
1980年に、アメリカ合衆国大統領がカーターからレーガンに交代。1982年に日本の内閣総理大臣が中曽根康弘となり、中曽根とレーガンは、「ロンヤス・コンビ」として関係は良好だったものの、世論は止まらなかった。
米大手自動車メーカーのゼネラルモーターズが生産規模を大幅に減らしリストラを行うなど米国経済の迅速な改善はなく、失業率は一時10%に迫った。反日感情が高まるなか、1982年には中国系アメリカ人技術者のビンセント・チンが日本人と誤解されて、3人の白人に撲殺される事件も起きた。
不況と反日世論の高まり、各業界からの突き上げを背景に、アメリカ合衆国連邦政府は日本国政府に市場開放、輸入拡大を強く迫り、米国の輸出を妨害するものとして日本側の為替レートや業界慣行、関税を次々と俎上にあげることになる。日本側はこれに対して、1970年代に続いて輸出の自主規制を約束したり、農産品の輸入拡大を約束したり、関税の引き下げを約束するなど、繰り返し協力的な姿勢を示そうとするが、市場シェアを日本製品に奪われている米業界団体は、相次いで日本をダンピング等の法令違反で提訴し、対日感情は改善しなかった。
米国の経常収支が赤字になると、日本が不公正な貿易障壁を築いているとの批判が、1984年にも再び強力になり、日本はアメリカの対日感情の悪化を緩和しつつ、自国産業も保護したいなか、円安の是正や輸入の拡大を約束し、市場開放のための規制緩和を約束するが、大きな効果はなかった。1985年には先進国首脳会議の蔵相・中央銀行総裁会合で、為替をドル安に誘導するプラザ合意が実施され、ドル円の為替レートは大幅なドル安に転じたものの、これによっても米側の対日輸出は期待したように伸びなかった。
アメリカの対日赤字は拡大を続け、米国内ではますます日本の貿易障壁への批判が強まった。米国は日本を金融・関税など税制・ソフトウェアなど多くの分野で数多くの障壁を築いているとして強硬に迫り、日本側はそのたびに米側に妥協案を示すが米側は形だけの不十分な譲歩と見て日米の認識の溝は埋まらなかった。
この時期の米国からの「日本は自由貿易を掲げる経済大国であるにも関わらず実際には保護主義的に振るまい自国市場へのアクセスを制限している」という二枚舌批判、本音と建前を使い分けるという批判について、日本側も納得していたわけではなく、メイドインUSAが選ばれないのは日本側の発展によって日本製品がアメリカ製品の質を全体として上回るようになり、消費者にとって粗悪なアメリカ製を選ぶ理由がないためだとする見方が強かった。日本側では米側の要求については、生産性の低い米国産業の問題を棚に上げて国力の差を背景に日本にねじこみをかけていると理解しており、理不尽な押し売りであると見ていたが、内需拡大を繰り返し約束した。
1985年になると米国の景気も目に見えて改善していたが、日本の好景気はそれ以上に目覚ましく（バブル経済）米国では20年間にわたって莫大な対日赤字が続く上にGDP比の経常収支の赤字が過去最高を記録し、対日本の心理に目立って和らぐ部分はなかった。この時期はハリウッド映画でも日本側が日本叩きと受け取る描写が珍しくはなく、1985年から製作が始まったワーナー映画でも登場人物が日本製の電子機器を悪く言うセリフが見られる。1987年4月には、アメリカ政府は日本のダンピングを理由に日本製のパーソナルコンピュータとカラーテレビなどに異例の100%の制裁関税を賦課した。
アメリカ合衆国議会では報復措置が審議され、1987年には東芝ココム事件をきっかけとして日本製品を議員が破壊するパフォーマンスも注目を集めた。東芝ココム事件が米国で大きな反応に繋がったのも当時の対日感情の悪さゆえと言われる。1988年にはアメリカ側が不公正とみなした日本側の慣行に強力な制裁が発動できるように1974年通商法の改正も行われる。
結局、貿易黒字を減らせという要求は、1990年代以降バブル崩壊で日本経済が衰退し、同様に貿易摩擦のあったメキシコも金融危機に陥って、貿易摩擦の相手が中国に移ることで終息した。その後日本の経済力が衰えると、もじって「ジャパン・パッシング」などといわれるようになる。1998年にビル・クリントン大統領が訪中した際に、日本に立ち寄らず帰国したことが代表的な例である。
ゼネラルモーターズの企業城下町であるデトロイトでは、工場労働者がアジア系に対し非友好的な態度で接するなど、ジャパンバッシングを発端とする差別感情が根強く残っている。

## 事例

### 東芝機械ココム違反事件
1987年に東芝機械がソ連技術機械輸入公団への取引の件について、対共産圏輸出統制委員会（略称「ココム」。1994年解散）の協定に違反したことが問題視された。巨額の対日赤字への不満が続いているなかで発覚したこの事件は、ホワイトハウス前でアメリカ合衆国議会の議員が、東芝のラジカセやテレビ受像機をハンマーで叩き壊すパフォーマンスを見せる事態にまで発展した。

### 捕鯨問題
日本の商業捕鯨が環境保護団体に非難され、様々な環境保護団体や動物愛護団体またこれらの団体の擁する環境ロビイストが捕鯨批判のキャンペーンを実施、折からの経済摩擦問題が火種となり、この状況に便乗する形で同調した自動車産業団体や、農産物生産者等を巻き込んで、大規模な反日キャンペーンが方々で開催された。この中には、日章旗を燃やしたり、日本製乗用車をハンマーで叩き潰すといった過激なパフォーマンスが行われた。
この圧力の中で日本は商業捕鯨の事実上無期限停止を決定し、2018年に国際捕鯨委員会を脱退するまで続いた。

### スーパー301条
米国議会はこのようなジャパンバッシングの流行の中で、輸入関税の大幅引き上げを武器としたスーパー301条を可決して日本に市場開放を迫った。日本側は牛肉や柑橘類の関税縮小を余儀なくされた（牛肉・オレンジ自由化）。
もっとも、同時にオーストラリアやカナダ、中国なども対日輸出を拡大したため、米国の食糧生産者が期待した程には対日貿易は増大せず、米国以外と日本の食糧市場を分配する結果に終わっている。また日本に輸入される自動車への厳しい規制も緩和されたが、結果的にはむしろ日本にヨーロッパ車の輸入拡大をもたらす結果となった。
1989年以後、日米構造協議が実施され、続いて1994年以後年次改革要望書が出されるようになった。

## 批判
石原慎太郎を筆頭とする反米保守勢力は、「何の努力もせずに文句だけつけて来る」として批判した。
米国出身の実業家のビル・トッテン（2006年現在は日本に帰化している）は、こうした一連のジャパンバッシングを『敗者の喧騒』と断じ、同名（サブタイトル）の著書も上梓している。なお、彼はジャパンバッシングのみならず、日本政府のアメリカ追従政策についてもその後の著作で厳しく批判している。